# Alf Linder (konstnär)
Alf Göte Linder, född den 8 december 1944 i Ljungby är en svensk  målare och konceptkonstnär. 
Linder är utbildad vid Konstindustriskolan i Göteborg 1965, Konsthögskolan i Stockholm 1965–1970, och PS i New York 1979. 
Han debuterade på Galleri Svenska Bilder 1978. Alf Linder har sedan dess gjort ett stort antal utställningar i Sverige och utomlands. Han har varit gästlärare på Valands, Umeå Stockholms och Bergens konsthögskolor. Han finns representerad på bland annat Moderna museet och Göteborgs konstmuseum.